# フィッシュポット
フィッシュポット (Fishpot)
- 英語で「筌」（うえ、うけ）のこと。「筌」は水中に沈めて鰻や蟹、蝦、山椒魚などを捕獲する漁具である。 細長い筒状の形態が基本形で、日本では伝統的に竹製のものを使用してきた。
- ソ連の戦闘機に対するNATOコードネーム。本稿で記載する。

北大西洋条約機構 (NATO) は、ソ連の戦闘機に対してこの単語をNATOコードネームとして使用した。以下の機体に対して使用されたが、他のコードネーム一般の例に漏れず開発側の実態とは認識にずれがあるため使用にあたっては注意が必要。
「フィッシュポットA」(Fishpot-A) - T-3
Su-9迎撃戦闘機の最初の試作機であるT-3初号機に対して、NATOは「フィッシュポットA」のコードネームをつけた。
「フィッシュポットB」(Fishpot-B) - Su-9
Su-9の先行量産機Su-9-51に対して、NATOは「フィッシュポットB」のコードネームをつけた。このコードネームは、量産型Su-9に対しても引き続き使用された。
「フィッシュポットC」(Fishpot-C) - Su-11
Su-9の発展型であるSu-11の開発機のひとつであるT-47-8に対し、NATOは「フィッシュポットC」のコードネームをつけた。このコードネームは、量産型Su-11に対しても引き続き使用された。
なお、Su-9の複座練習戦闘機型であるSu-9Uには、「メイデン」(Maiden)というまったく別のコードネームが付与されている。その他、Su-9/11シリーズの発展型であるSu-15にも、「フラゴン」(Flagon)という別のコードネームが付与されている。